# El primer ministro (novela)
El Primer Ministro es una novela de Anthony Trollope, publicada por primera vez en 1876. Es la quinta de la serie de novelas Palliser.

## Sinopsis
Cuando ni los whigs ni los tories son capaces de formar un gobierno por sí mismos, se forma un frágil gobierno de coalición de compromiso, con Plantagenet Palliser, el rico y trabajador Duque de Omnium, instalado como Primer Ministro del Reino Unido . La Duquesa, antes Lady Glencora Palliser, intenta apoyar a su marido organizando fastuosas fiestas en el castillo de Gatherum en Barsetshire, la mayor casa de campo de la familia, apenas utilizada hasta ahora. Palliser, al principio inseguro de estar en condiciones de dirigir, crece para disfrutar de su alto cargo, pero se angustia cada vez más cuando su gobierno demuestra ser demasiado débil y dividido para lograr algo. Su propia naturaleza inflexible no ayuda. 
Una importante subtrama se centra en Ferdinand Lopez, un aventurero de la ciudad, financieramente sobreextendido, de parentesco no revelado y etnia dudosa (posiblemente judía), que se gana el favor de Emily Wharton. Se casa con él a pesar de las objeciones de su padre, con preferencia a Arthur Fletcher, que siempre ha estado enamorado de ella. Al igual que en la anterior novela de Trollope ¿Puedes Perdonarla?, en la que la heroína también tiene que elegir entre dos pretendientes, el seductor y carismático pretendiente se revela con muchos rasgos desagradables (aquí el origen étnico de López también se presenta como un factor en su contra), y Emily pronto tiene motivos para arrepentirse de su elección. López conoce a la duquesa en una de sus fiestas, y Glencora le anima imprudentemente a presentarse al Parlamento. Hace campaña contra Arthur Fletcher, pero se retira del concurso cuando ve que no tiene posibilidades de ganar. López escribe al duque, insistiendo en que le reembolsen sus gastos electorales ya que la duquesa le había hecho creer que tendría el respaldo del duque (a pesar de que su suegro ya había pagado todos sus gastos). 
El Duque está furioso con Glencora, que desobedeció su orden explícita de no interferir en la elección, pero su fuerte sentido del honor personal le obliga a ceder a las demandas desesperadas e indecorosas de López. Esto causa un escándalo político menor cuando se conoce, ya que a muchos les parece que Palliser usó su gran influencia y riqueza para intentar comprar un escaño en el Parlamento para un partidario. Esto causa gran descontento al Duque, pero es defendido con firmeza en la Cámara de los Comunes por Phineas Finn, héroe epónimo de Phineas Finn y Phineas Redux, dos libros anteriores de la serie de Palliser. 
Las apuestas de alto riesgo de López le llevan a su ruina financiera y, después de intentar persuadir a la rica Lizzie Eustace (protagonista de The Eustace Diamonds) para que huya con él a Guatemala, propuesta que ella rechaza con cierto desprecio, se quita la vida tirándose delante de un tren. Después de un período de luto, Emily es persuadida, sin demasiada dificultad, para casarse con Arthur Fletcher. 
Finalmente el gobierno de coalición se rompe y el Duque renuncia, con pesar y alivio, y se retira a la vida privada, con la esperanza de ser útil a su partido de nuevo en el futuro. 